# Collezione d'arte dell'ONU

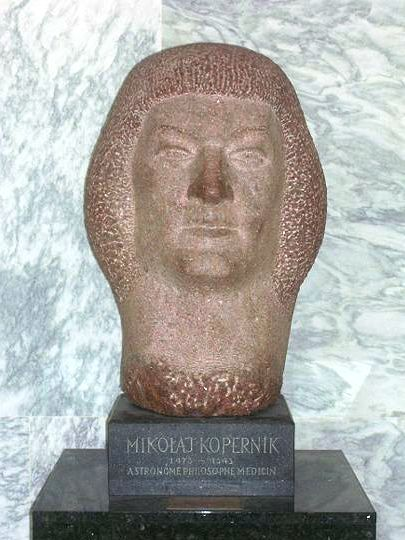
Una scultura che rappresenta Niccolò Copernico posta nella sede centrale dell'ONU a New York, donata dalla Polonia nel 1970

La collezione d'arte dell'ONU è una raccolta di opere d'arte donate dagli Stati membri, da associazioni o da singole persone, all'organizzazione stessa. La collezione comprende: dipinti, sculture, arazzi e mosaici.

## Consegna da parte di Stati membri
Vi è un protocollo particolare da rispettare per la consegna di doni da parte degli Stati membri all'ONU. Chi cura tale procedura è l'ufficio protocollo dell'ONU stesso. Teoricamente ciascuno stato membro può donare solo un'opera d'arte e la stessa nazione è responsabile della collocazione e dell'installazione della stessa.

## Opere
Le opere d'arte donate dagli stati membri hanno il significato di rappresentare i valori fondanti dell'ONU.

### Vetrata di Chagall
Nel 1964, per commemorare la figura di Dag Hammarskjöld, l'artista Marc Chagal e lo staff dell'ONU stesso, donò all'organizzazione una vetrata che rappresenta l'amore e la pace.

### Mosaico di Norman Rockwell
Nel 1985 la first lady Nancy Reagan, a nome degli Stati Uniti, donò all'ONU questo mosaico in occasione del 40º anniversario della propria fondazione. La Regola d'oro è stata creata da mosaicisti veneziani, su un disegno di Norman Rockwell. L'opera rappresenta diverse persone, di origini, religione e provenienza diversa, impartire la regola Non fare agli altri quello che non vorresti fosse fatto a te.

### Campana della pace giapponese
Una campana della pace giapponese è stata donata dal Giappone all'organizzazione nel 1954. Questa viene fatta suonare due volte l'anno: il primo giorno di primavera e il giorno di apertura della sessione annuale dell'assemblea generale. La campana viene anche suonata in occasioni speciali, quali il 4 ottobre 1966 per ricordare la visita di Papa Paolo VI avvenuta l'anno prima e il 21 settembre 2006 per la giornata internazionale della pace.

### Statua delle Spade in vomeri
Nel 1959 venne donata dall'Unione Sovietica una statua bronzea con il messaggio "trasformiamo le nostre spade in vomeri". L'opera è stata realizzata da Evgenij Viktorovič Vučetič per rappresentare il desiderio degli uomini di trasformare mezzi di distruzione, quali le armi, in strumenti di pace.

## Conservazione delle opere
L'ONU ha istituito un apposito ufficio volto alla cura e alla conservazione delle opere donate. Per raggiungere tali obiettivi l'ONU è supportata anche dalla Maecenas World Patrimony Foundation: una fondazione creata anche per raccogliere i fondi necessari per tali scopi.

## Galleria d'immagini

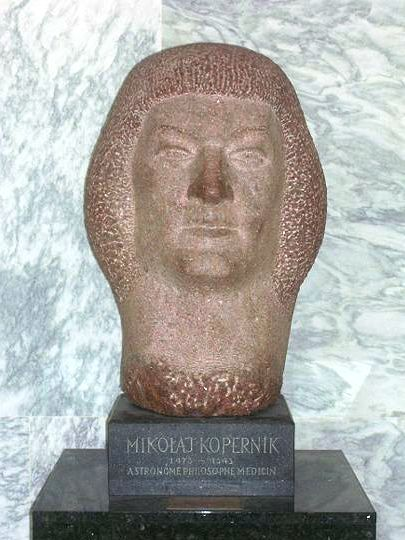
Il busto di Niccolò Copernico al Palazzo di vetro dell'ONU, New York, donato dalla Polonia
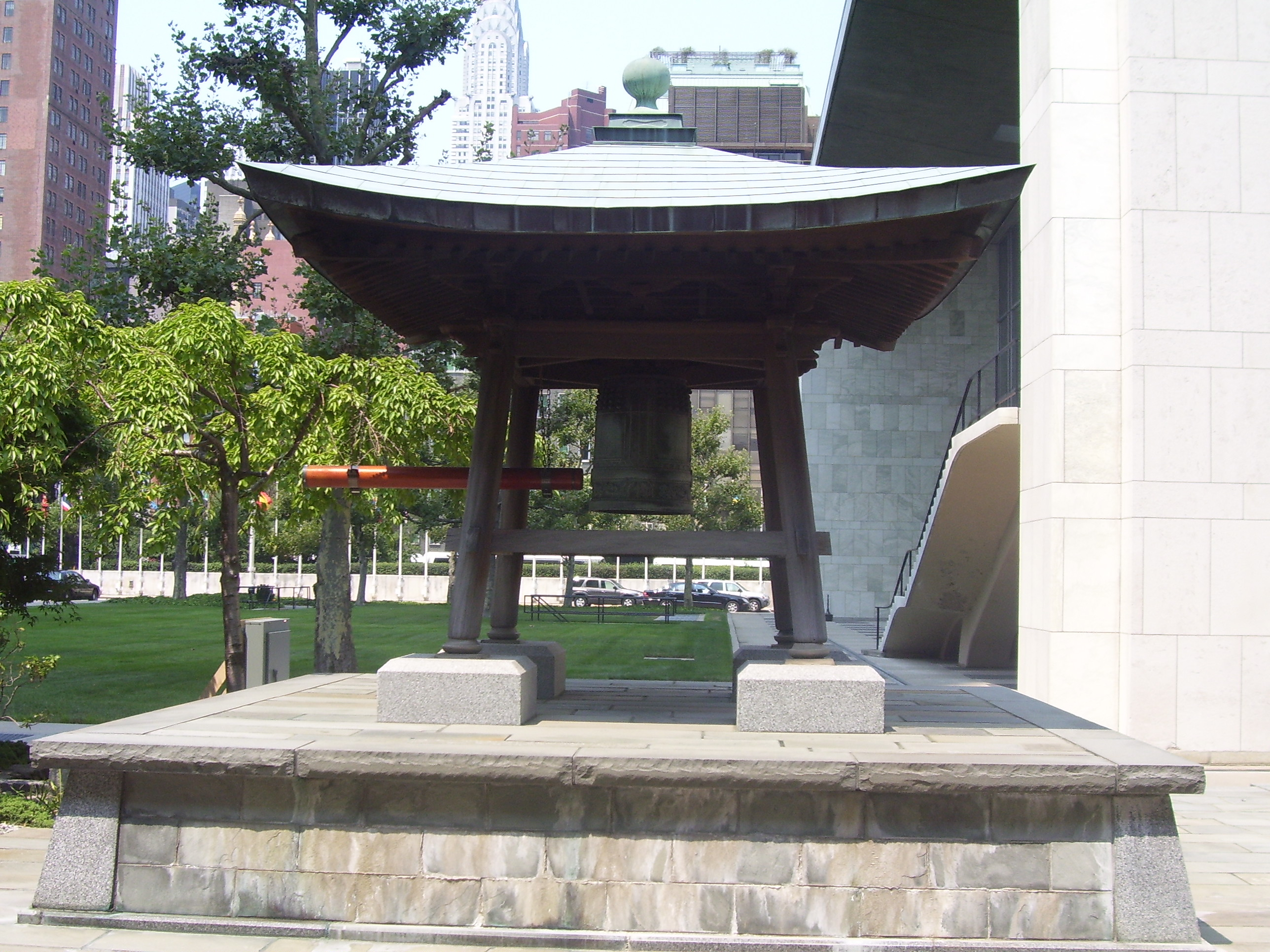
La campana della pace giapponese nei giardini della sede centrale delle Nazioni Unite, New York
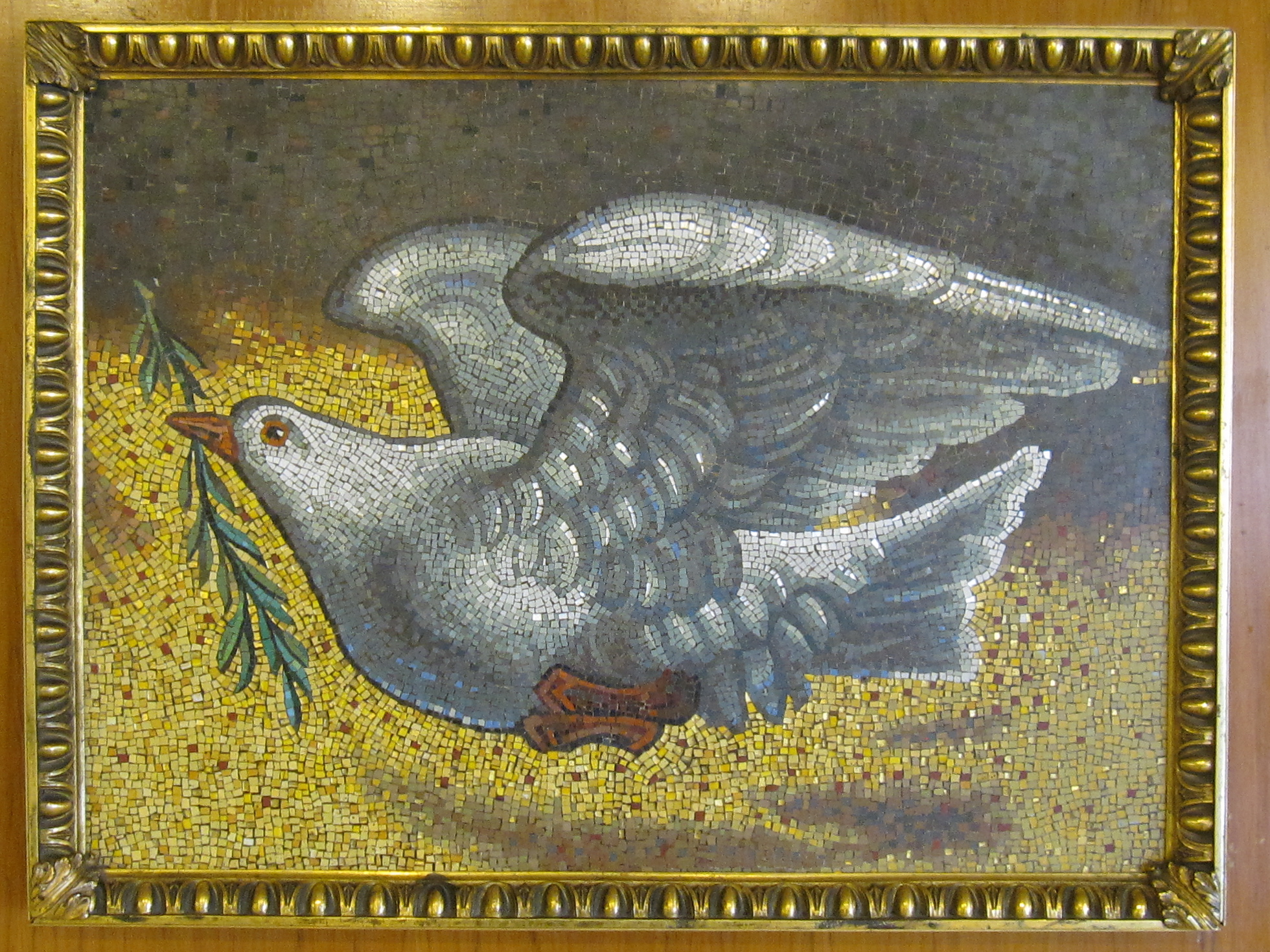
Colomba della pace. Opera donata da papa Giovanni Paolo II in occasione della sua visita all'ONU il 2 ottobre 1979
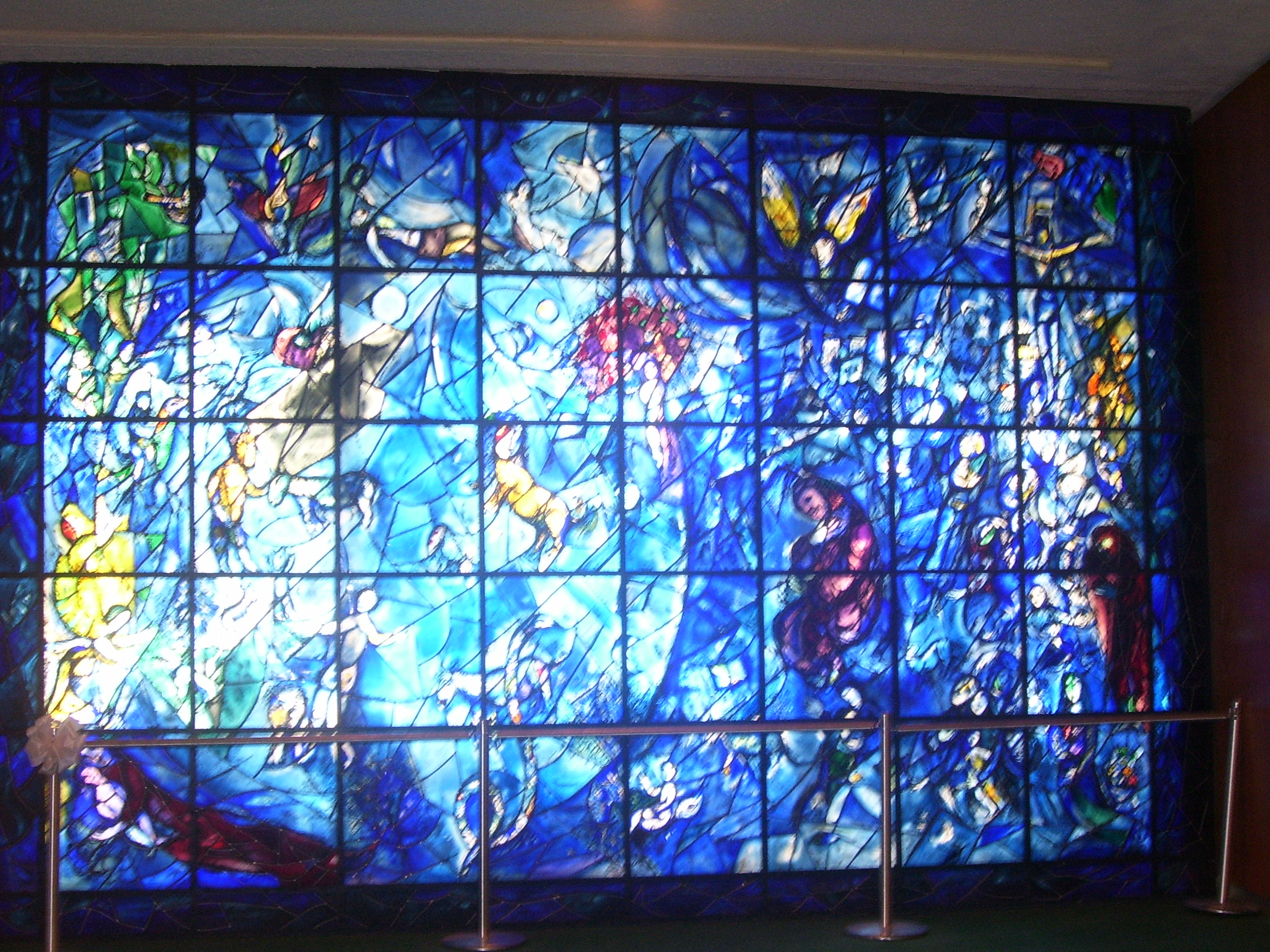
La vetrata realizzata da Marc Chagal
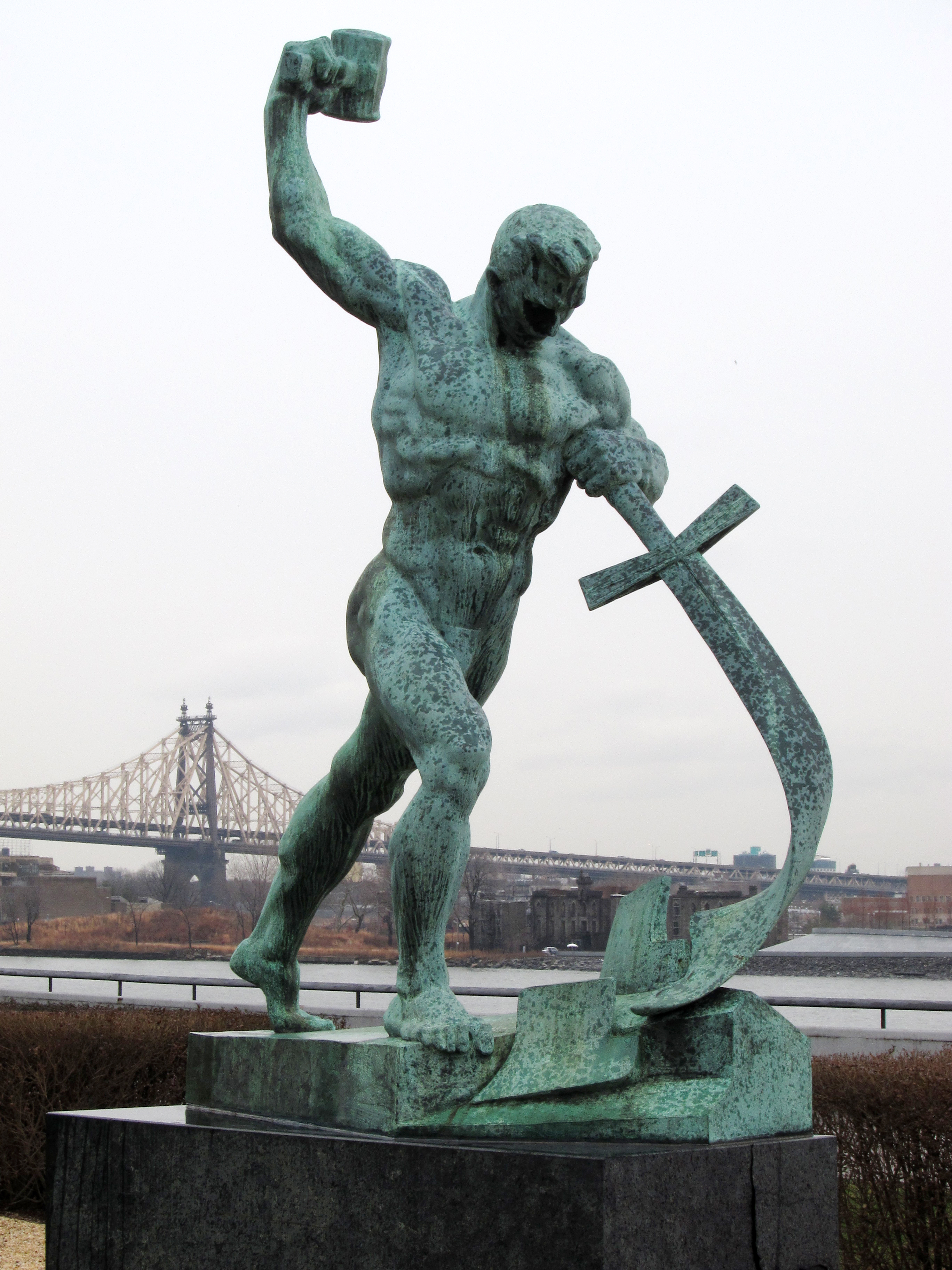
Cerchiamo di battere le spade in vomeri di Evgenij Viktorovič Vučetič, 1959
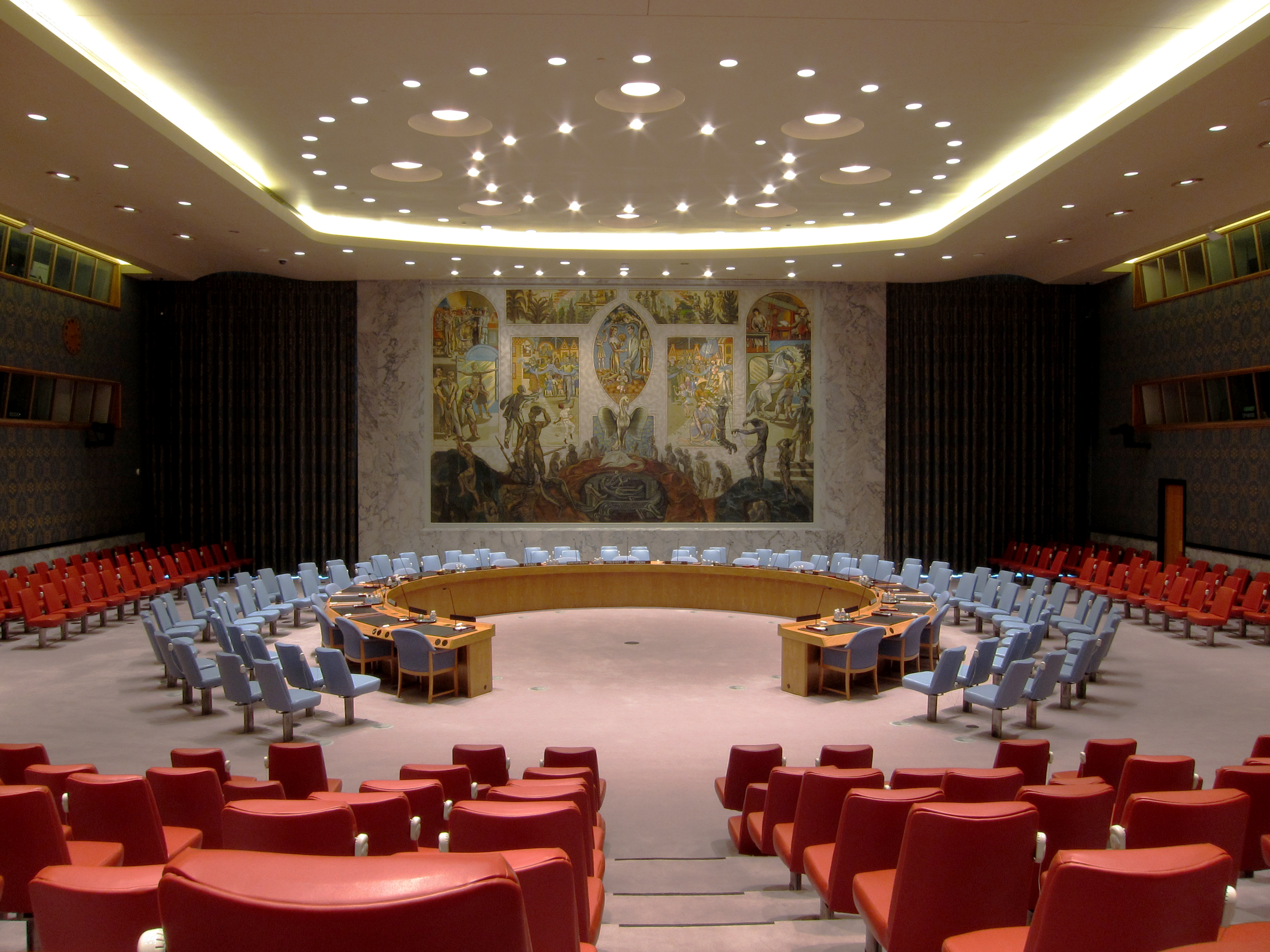
Il murale del Consiglio di sicurezza delle Nazioni Unite